# Queens (film)
Pour les articles homonymes, voir Hustler (homonymie).
Cet article concerne le film américain de 2019. Pour le film franco-britannique de 2006, voir The Queen. Pour le film indien de 2014, voir Queen (film, 2014).
Pour plus de détails, voir Fiche technique et Distribution.
Queens, ou Arnaque en talons au Québec, (Hustlers) est un film américain écrit et réalisé par Lorene Scafaria, sorti en 2019.
Le film est fondé sur une histoire vraie, relatée par la journaliste Jessica Pressler dans un article intitulé The Hustlers at Scores, publié dans le magazine New York.
Lors de sa sortie, le film reçoit un accueil majoritairement positif de la critique américaine, notamment pour la performance de Jennifer Lopez, qualifiée de « meilleure performance de sa carrière » par de nombreux professionnels. Côté box-office, le film rencontre un certain succès, devenant l'un des films les plus lucratifs du studio STX Films. En fin d'année, il figure à la dixième place du classement annuel des 10 meilleurs films de l'année du prestigieux magazine Time.

## Synopsis
En 2014, Dorothy, une strip-teaseuse de New York, est invitée par la journaliste Elizabeth, qui travaille sur un article qui raconte les activités de Destiny et son ancienne mentor, Ramona Vega.
Sept ans plus tôt, Dorothy était connue sous le nom de Destiny et travaillait au Moves pour aider financièrement sa grand-mère. Ramona prend alors Destiny sous son aile pour l'aider à gagner plus d'argent. Les deux femmes forment alors très vite un bon duo.
L'année suivante, la crise financière mondiale de 2007-2008 frappe et les deux femmes se retrouvent à bout financièrement. Mais le Moves a changé et il est impossible pour Destiny et Ramona de regagner leur vie comme avant. Avec l'aide de deux nouvelles protégées de Ramona, les deux femmes vont alors conjuguer leurs talents et mettre en place une arnaque pour tirer le plus d'argent possible et prendre leur revanche sur la clientèle travaillant à Wall Street.
Leur plan fonctionne à merveille, mais argent et vie faciles les poussent à prendre de plus en plus de risques.

## Fiche technique
- Titre original : Hustlers
- Titre français : Queens
- Titre québécois : Arnaque en talons[4]
- Titre de travail : The Hustlers at Scores
- Réalisation : Lorene Scafaria
- Scénario : Lorene Scafaria, d'après l'article The Hustlers at Scores de Jessica Pressler pour New York
- Direction artistique : Kim Karon
- Décors : Jane Musky
- Costumes : Mitchell Travers
- Photographie : Todd Banhazl
- Montage : Kayla Emter
- Production : Jessica Elbaum, Elaine Goldsmith-Thomas, Jennifer Lopez, Benny Medina, Will Ferrell et Adam McKay
- Producteurs délégués : Megan Ellison, Pamela Thur, Alex Brown, Robert Simonds et Adam Fogelson
- Sociétés de production : STXfilms, Nuyorican Productions et Gloria Sanchez Productions en association avec Annapurna Pictures[5]
- Sociétés de distribution : STX Entertainment (États-Unis), Elevation Pictures (Canada), Metropolitan FilmExport (France)
- Budget : 20 700 000 USD
- Pays d'origine :  États-Unis
- Langue originale : anglais
- Format : Couleur - 2.39:1 - son Dolby Atmos
- Genre : Comédie dramatique
- Durée : 110 minutes
- Dates de sortie :
  -  États-Unis,  Canada : 13 septembre 2019
  -  France,  Belgique : 16 octobre 2019
- Classification : 
  - France : Tout public avec avertissement lors de sa sortie en salles et déconseillé aux moins de 10 ans à la télévision.

## Distribution
- Constance Wu (VF : Véronique Desmadryl ; VQ : Rachel Graton) : Dorothy / Destiny
- Jennifer Lopez (VF : Déborah Perret ; VQ : Hélène Mondoux) : Ramona Vega
- Julia Stiles (VF : Dorothée Pousséo ; VQ : Camille Cyr-Desmarais) : Elizabeth
- Keke Palmer (VF : Fily Keita ; VQ : Romy Kraushaar-Hébert) : Mercedes
- Lili Reinhart (VF : Nastassja Girard ; VQ : Eve Mangin): Annabelle
- Lizzo (VF : Vanessa Van-Geneugden ; VQ : Pascale Montreuil): Liz
- Cardi B (VF : Corinne Wellong ; VQ : Meggie Proulx-Lapierre) : Diamond
- Mercedes Ruehl (VF : Anie Balestra ; VQ : Élise Bertrand): Mama
- Trace Lysette (VF : Marion Posta) : Tracey
- Wai Ching Ho (VF : Jade Nguyen) : la grand-mère de Dorothy
- Mette Towley (en) : Justice
- Madeline Brewer (VF : Bénédicte Bosc ; VQ : Mylène Mackay) : Dawn
- Frank Whaley : Reese
- Brandon Keener (en) : Alpha
- Steven Boyer (en) (VF : Vincent de Boüard) : Doug
- Jon Glaser (en) (VF : Tanguy Goasdoué) : Mark
- Mario Polit (VF : Olivier Cordina) : Détective Hernandez
- Paul Nielsen (en) (VF : Pascal Germain) : Détective Hunter
- Gerald « G-Eazy » Gillam (VF : Alexandre Bierry) : Johnny
- Devin Ratray (VF : Pascal Casanova) : Stephen
- Rhys Coiro : Spencer
- Jovanni Ortiz : Joe
- Big Jay Oakerson (en) : DJ
- Usher : lui-même

Source et légende: Version française (VF) sur RS Doublage et Version québécoise (VQ) sur Doublage Québec

## Production

### Développement
En février 2016, il est annoncé que Jessica Elbaum, Will Ferrell et Adam McKay produiront une adaptation de l'article The Hustlers at Scores de Jessica Pressler, qui raconte la véritable histoire d'un groupe de strip-teaseuses de New York ayant arnaqué plusieurs clients au sein de l'établissement Scores. Ces derniers produiront le film via Gloria Sanchez Productions, un label de leur société Gary Sanchez Productions qui se concentre sur des productions avec ou faites par des femmes.
Quelques mois plus tard, la société Annapurna Pictures rejoint le projet avec Megan Ellison. Deux ans après, en août 2018, Jennifer Lopez rejoint le film en tant qu'actrice mais également pour le produire. Parallèlement, Lorene Scafaria est annoncée à la réalisation et à l'écriture du film.
Néanmoins, avant de confier la réalisation à Scafaria, l'équipe de production avait en tête Martin Scorsese ou Adam McKay pour réaliser le film. D'après Jessica Elbaum, l'équipe voulait confier le projet à un réalisateur ayant déjà réalisé ce genre de film. À la suite du refus des deux réalisateurs, Scafaria refuse de nombreux projets et présente une vidéo test de deux minutes pour prouver qu'elle est capable de réaliser ce film qu'elle a écrit.
En octobre 2018, il est annoncé que Annapurna Pictures ne distribuera pas le film et le revend à STX Entertainment. Il est dévoilé plus tard que le studio a abandonné le film pour des raisons de budget, néanmoins, il sera malgré tout présent à la production mais uniquement en tant qu'associé.
Lors de la promotion du film, Lorene Scafaria déclara dans une interview que le jugement des gens envers les strip-teaseuses fut un frein à la production du film. Propos confirmés par la productrice Elaine Goldsmith-Thomas qui déclara que lorsque l'équipe cherchait un nouveau studio après le départ d'Annapurna Pictures, les hommes au sein des différents studios contactés étaient souvent très mal à l'aise et voulaient modifier le scénario pour faire des personnages des justicières.

### Attribution des rôles
| |  |  |
| Jennifer Lopez et Constance Wu à la première du film au festival international du film de Toronto, en septembre 2019. |  |  |

En août 2018, Jennifer Lopez est la première actrice à rejoindre la distribution du film. Elle est suivie par Constance Wu qui signe en octobre 2018.
En mars 2019, une grosse partie de la distribution féminine est dévoilée avec Lili Reinhart, Julia Stiles, Keke Palmer, Mercedes Ruehl ou encore la rappeuse Cardi B, elle-même ancienne strip-teaseuse, qui signe ses débuts au cinéma. Parallèlement, Mette Towley et Trace Lysette entrent en négociations. Le même mois, Madeline Brewer et Frank Whaley rejoignent également la distribution.
Ils sont suivis par la chanteuse Lizzo qui, comme Cardi B, fera également ses débuts au cinéma. Le chanteur Usher est le dernier confirmé en avril 2019.

### Tournage
Le tournage du film s'est déroulé entre le 22 mars 2019 et le 3 mai 2019 à New York.

### Musiques
Queens ne contient aucune composition originale, un choix délibéré de la réalisatrice et scénariste, Lorene Scafaria. Lors de l'écriture du film, Scafaria avait déjà en tête les chansons qui accompagneraient chaque scène, ses choix étaient d'ailleurs précisés directement sur le script. Pour la réalisatrice, chaque chanson raconte une histoire et permet d'en dire plus sur la scène.
Le film contient des chansons de plusieurs genres : RnB des années 1990, dance, Indie pop, pop et musique classique. Parmi les artistes, il contient notamment des chansons de Janet Jackson, Fiona Apple, Britney Spears ou encore Lorde. Le superviseur de la musique, Jason Markey, contacta lui-même certains artistes, dont Big Sean ou Bob Seger, pour avoir la permission d'utiliser leurs chansons.
Scafaria fit également le choix de ne pas utiliser de chansons issues des discographies de Jennifer Lopez, Lizzo et Cardi B, car ces dernières interprètent des personnages dans le film.

### Censure dans certains pays
Le film fut interdit par le gouvernement en Malaisie et fut censuré dans plusieurs pays du continent asiatique. D'après le Film Censorship Board of Malaysia, son interdiction est due à « un nombre excessif de contenu obscène ».

## Accueil

### Critiques
Lors de sa sortie aux États-Unis, le film reçoit des critiques principalement positives de la part de la critique américaine. Sur le site agrégateur de critiques Rotten Tomatoes, il obtient un score de 87 % de critiques positives, avec une note moyenne de 7,31/10 sur la base de 296 critiques positives et 43 négatives, lui permettant d'obtenir le statut « Frais », le certificat de qualité du site.
Le consensus critique établi par le site résume que Queens est un drame unique, profond et intelligent avec un visuel saisissant. La performance de Jennifer Lopez est qualifiée par le site et plusieurs professionnels comme la « meilleure performance de sa carrière ». Le nom de l'actrice commence alors à être évoqué dans de nombreux sondages concernant la cérémonie des Oscars de 2020.
Sur Metacritic, le film séduit également la critique avec un score de 79/100 sur la base de 44 critiques collectées.
Néanmoins, en France, le film divise la critique. Dans une critique positive, LCI le qualifie de « furieusement jouissif ». Pour Écran Large le film est « classique et archi-codé » mais malgré tout une « belle petite surprise ». Le site salue également les performances de Constance Wu et Jennifer Lopez.
Pour la revue Les Fiches du cinéma, le film est lisse mais divertit. Pour Les Inrockuptibles, le film suit un chemin convenu mais offre une performance de Jennifer Lopez « prodigieuse de bout en bout ». Même constat du côté du journal Libération qui salue également la performance de Lopez.
Parmi les critiques négatives, Le Journal du dimanche considère que le film manque de fond et Télérama qualifie le scénario « d'archi formaté » mais complimente la performance de Lopez.

### Box-office
| Pays ou région    | Box-office      | Date d'arrêt du box-office | Nombre de semaines |
| ----------------- | --------------- | -------------------------- | ------------------ |
| États-Unis Canada | 104 963 598 $   | 9 janvier 2020             | 17                 |
| France            | 278 427 entrées | 3 décembre 2019            | 7                  |
| Total mondial     | 157 463 598 $   | -                          | -                  |

## Distinctions
Sauf indication contraire, les informations mentionnées dans cette section peuvent être confirmées par la base de données cinématographiques IMDb,  présente dans la section « Liens externes ».

### Récompenses
- Festival international du film de Toronto 2019 : Creative Coalition's Spotlight Initiative Award pour Keke Palmer

### Nominations
- Gotham Independent Film Awards 2019 : Meilleur film (en attente)
- Make-Up Artists and Hair Stylists Guild (en) 2019 : (en attente)
  - Meilleurs maquillages contemporains dans un long-métrage
  - Meilleures coiffures contemporaines dans un long-métrage
- Film Independent's Spirit Awards 2019 : (en attente)
  - Meilleur réalisateur pour Lorene Scafaria
  - Meilleure photographie pour Todd Banhazl
  - Meilleure actrice dans un second rôle pour Jennifer Lopez
- Golden Globes 2020 : Meilleure actrice dans un second rôle pour Jennifer Lopez